# Toilers Mountain
Der Toilers Mountain (englisch für Schwerarbeiterberg) ist ein wuchtiger und 1955 m hoher Berg im Norden des ostantarktischen Viktorialands. In den Concord Mountains ragt er 6 km nordöstlich des Halverson Peak am nordwestlichen Ende der King Range auf.
Die Nordgruppe einer von 1963 bis 1964 durchgeführten Kampagne im Rahmen der New Zealand Geological Survey Antarctic Expedition nutzte ihn als Standort für eine Station zu Schwerefeldmessungen. Sie benannte ihn nach der Mühsal, die mit dem langen und beschwerlichen Aufstieg auf den Berg verbunden ist.